# Labeo stolizkae
 Labeo stolizkae és una espècie de peix cipriniforme de la família dels ciprínids que es troba a Myanmar.